# ليفربول موسم 2001–02
كان موسم 2001–02 هو الموسم الـ110 لنادي ليفربول لكرة القدم منذ إنشائه والموسم الأربعين على التوالي في الدوري الإنجليزي الممتاز لكرة القدم.